# カティ・ラツバイト
カティ・ラツバイト（Kathy Radzuweit、1982年3月2日 - ）は、ドイツの元女子バレーボール選手。ベルリン出身。ポジションはミドルブロッカー。元ドイツ代表。
2004年アテネ五輪に出場した。2003年欧州選手権ではベストブロッカー賞を獲得した。2010年の世界選手権では7位入賞した。

## 球歴
- 2000年 - 欧州ジュニア選手権（5位）
- 2001年 - 世界ジュニア選手権（9位）
- 2001年 - 欧州選手権（9位）
- 2002年 - ワールドグランプリ（3位）
- 2003年 - 欧州選手権（3位、ベストブロッカー賞）
- 2004年 - アテネオリンピック（9位）
- 2005年 - 欧州選手権（11位）
- 2007年 - 欧州選手権（6位）
- 2010年 - 世界選手権（7位）
- 2011年 - ワールドグランプリ（13位）

## 所属
- VCOベルリン（1998-2001年）
- バレー・キャッツ・ベルリン（2001-2002年）
- バイエル04レーバークーゼン（2002-2007年）
- ヴィチェンツァ・バレー（2007-2008年）
- パラヴォッロ・ドナラティコ（2008-2009年）
- VTオルビス･ハンブルク（2009-2011年）
- ラビタ・バクー（2011-2012年）
- SCポツダム（2012-2015年）